# Vilém Fridrich Nasavsko-Dietzský
Vilém Fridrich Nasavsko-Dietzský (7. srpna 1613, Arnhem - 31. října 1664, Leeuwarden) byl hrabě (od r. 1652 říšský kníže) Nasavsko-Dietzský a místodržitel Fríska, Drentska a Groningenu.

## Rodina

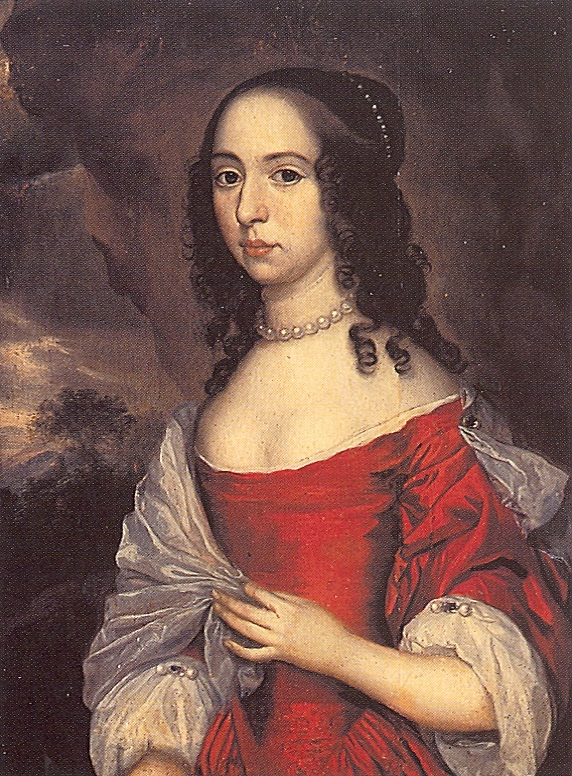
Manželka Viléma Fridricha: Albertina Anežka Oranžská

Vilém Fridrich byl druhým synem Arnošta Kazimíra I. a jeho manželky Žofie Hedviky Brunšvicko-Lüneburské. Jeho dědečkem byl Jan VI. Nasavsko-Dillburský, příbuzný Viléma I. Tichého. Když Jan v roce 1606 zemřel, rozdělil své dědictví mezi svých pět synů, mezi nimiž byl i Vilémův otec Arnošt Kazimír. Ten obdržel titul nasavsko-dietzského hraběte, jeho bratr Vilém Ludvík pak získal Frísko, Drentsko, a Groningen. Po Arnoštově smrti zdědil Vilém Fridrich jeho titul a po smrti bezdětného strýce Viléma Ludvíka i jeho tituly a vlastnictví. Díky tomu se tedy Vilém Fridrich stal místodržitelem uvedených oblastí a nasavsko-dietzským hrabětem.
Dne 2. května 1652 si vzal Albertinu Anežku, pátou dceru oranžského knížete Frederika Hendrika. Měli spolu tři děti:
- Amálie Nasavsko-Dietzská (25. listopadu 1655 – 16. února 1695) ⚭ 1690 vévoda Jan Vilém III. Sasko-Eisenašský (17. října 1666 – 14. ledna 1729)
- Jindřich Kazimír (18. ledna 1657– 25. března 1696) ⚭ 1683 kněžna Henrietta Amálie Anhaltsko-Desavská (26. srpna 1666 – 18. dubna 1726)

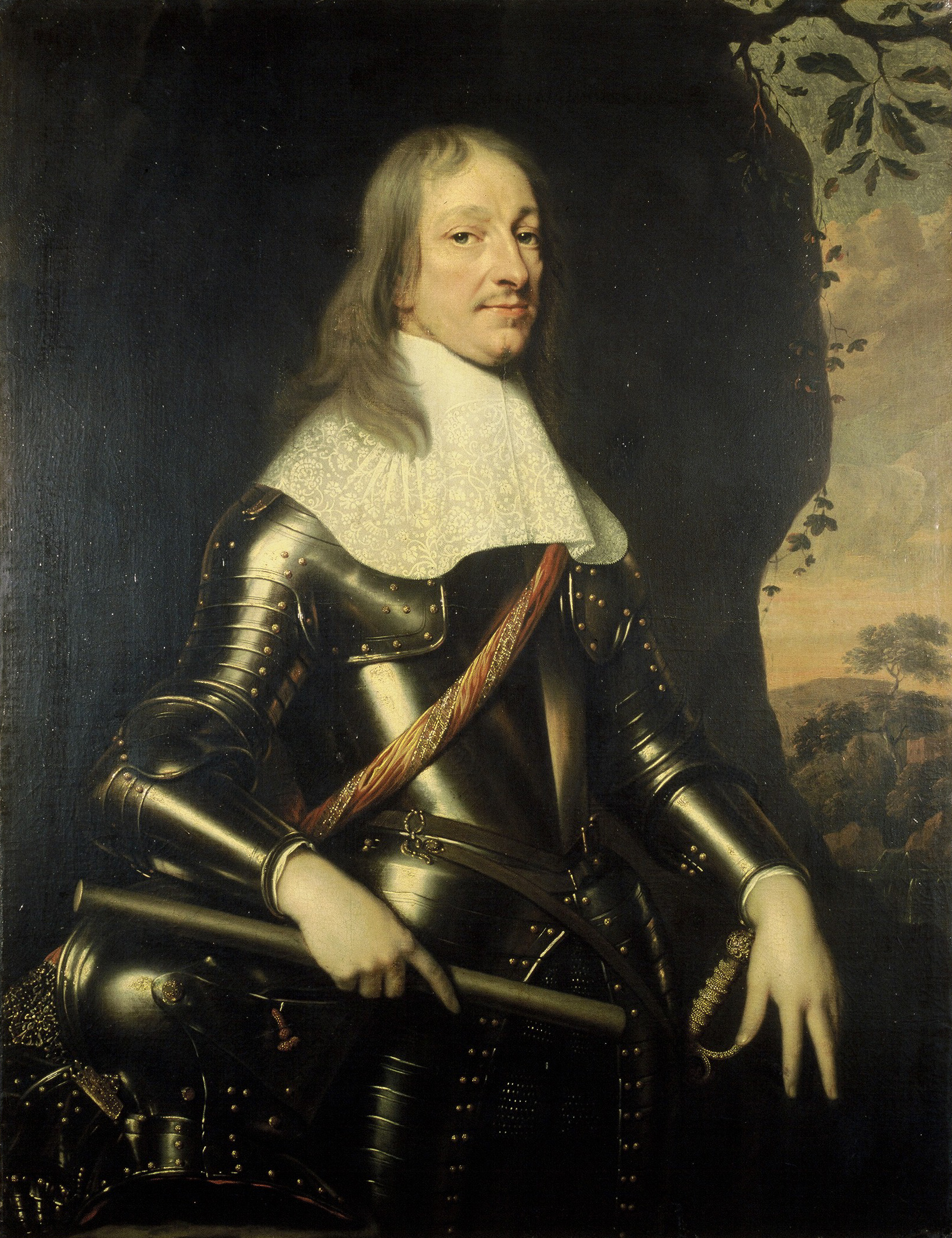
Vilém Fridrich několik let před smrtí

- Vilemína Sofie (1664–1667)

## Život
Jakožto druhorozený syn se nepředpokládalo, že by Vilém Frederik mohl následovat svého otce jako státník nebo vojenský velitel. Místo toho vystudoval Leidenskou univerzitu. I přesto se ale po studiích rozhodl pokračoval spíše jako voják. V armádě Nizozemské republiky spolupracoval se svým bratrem, ten ale zemřel při dobývání města Hulstu roku 1640. Zemřel svobodný a bezdětný a proto Vilém Fridrich zdědil i jeho tituly. Nicméně většina titulů, které v té době Vilém Fridrich vlastnil, byly nedědičné. V té době ještě nebyl ani místodržitel většiny provincií, ty získal až po tom, co zemřel Frederik Hendrik a po něm i jeho dědic Vilém II.
Ještě za života Viléma II. hrál důležitou roli v pokusu o státní převrat. Vilém II. totiž vyslal svého bratrance, právě Viléma Frederika Nasavsko-Dietzského, s armádou čítající 10 000 mužů proti Amsterdamu. Tažení se však nezdařilo kvůli nepřízni počasí. Vilém II. ale po krátké vládě zemřel na neštovice a po jeho smrti mohl Vilém Fridrich krom místodržitelského úřadu získat i celé Holandsko, Zeeland nebo Utrecht. V tom mu ale zabránil pohrobek (budoucí Vilém III. Oranžský), narozený týden po smrti svého otce Viléma II. Vilém Fridrich se proto stal místodržitelem jen několika provincií do doby, než budoucí princ dospěje. Když byl již Vilém III. dostatečně starý, začal se s Vilémem Fridrichem přít o titul oranžského knížete.
Vilém III. a Vilém Fridrich se přeli především kvůli „smyčce“, která se vyskytla v závěti Frederika Hendrika. Ten totiž do své závěti uvedl, že v případě vymření mužských potomků získá titul oranžského knížete jeho nejstarší dcera Luisa Henrietta. To byl případ Viléma III., který byl bezdětný. Ale ani Luisa neměla vhodného dědice. V tomto sporu hrála významnou roli i skutečnost, že žena Viléma Fridricha byla teprve pátou dcerou Frederika Hendrika a byli oddáni až po jeho smrti. Nakonec titul ale získal Vilém III.
Později se Vilém Fridrich kvůli svým velkým ambicím snažil státi místodržitelem více provincií, královská větev jej ale přísně kontrolovala. Jeho velké ambice mu ale pomohly k získání titulu říšský kníže v roce 1652 a podílu na hlasu v radě říšských knížat říšského sněmu (o hlas se dělil s knížetem z Nasavska-Hadamaru) v roce 1654. To mu poskytlo větší prestiž.
Dne 31. října 1664 zemřel při nehodě s pistolí, která nečekaně vystřelila. Bylo mu 51 let a jeho manželka jej ještě jedenáct let přežila. Jeho dědicem se měl stát tehdy sedmiletý Jindřich II. Kazimír a tak se i stalo. Šlechta dodržela slovo a souhlasila s tím, že prozatím bude regentkou zemí Albertina Agnes a pak se jím stane Jindřich Kazimír.